# تویوتا اینووا

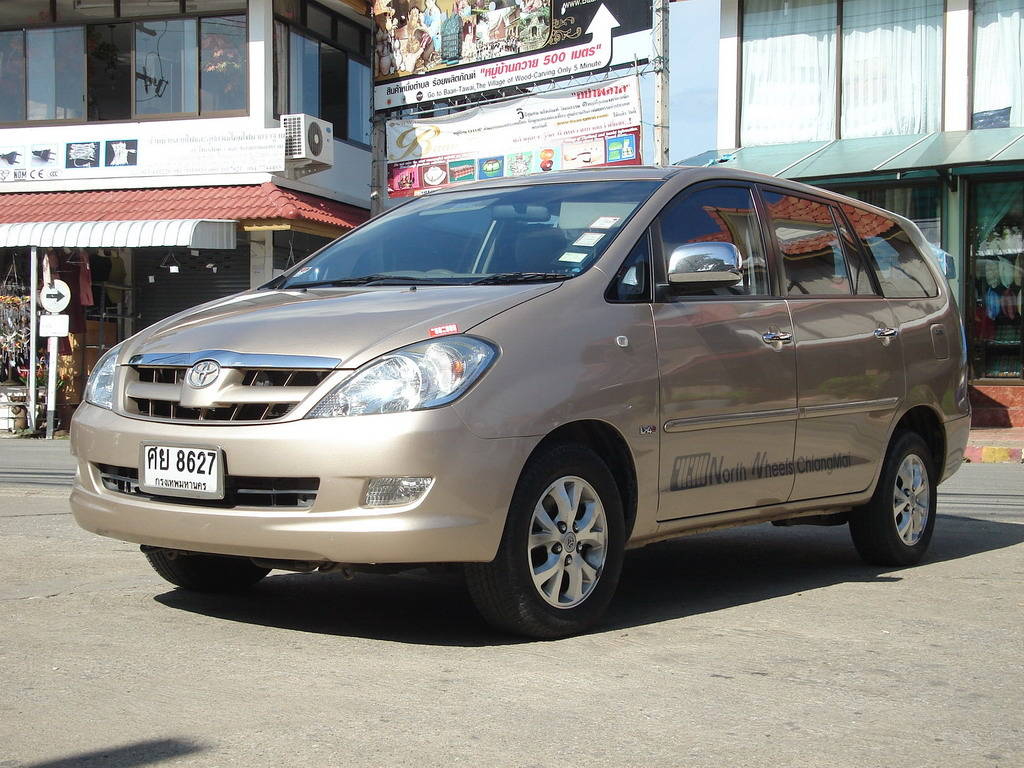

تویوتا اینووا (Toyota Innova) خودرویی است که از سال ۲۰۰۴—کنون در تایوان (جزیره)، اندونزی، بنگالورو، هند و فیلیپین تولید شده‌است.
این خودرو در کلاس کامپکت ام‌پی‌وی قرار گرفته، طول آن در حالت طبیعی ۴٬۵۵۵ میلیمتر (۱۷۹٫۳ اینچ)، عرض آن در حالت طبیعی ۱٬۷۷۰ میلیمتر (۶۹٫۷ اینچ)، ارتفاع آن در حالت طبیعی ۱٬۷۵۰ میلیمتر (۶۸٫۹ اینچ) و وزن آن در حالت طبیعی ۱٬۶۶۵ کیلوگرم (۳٬۶۷۱ پوند) است. سیستم جعبه‌دندهٔ آن به دو صورت خودکار و دستی است.

## نگارخانه

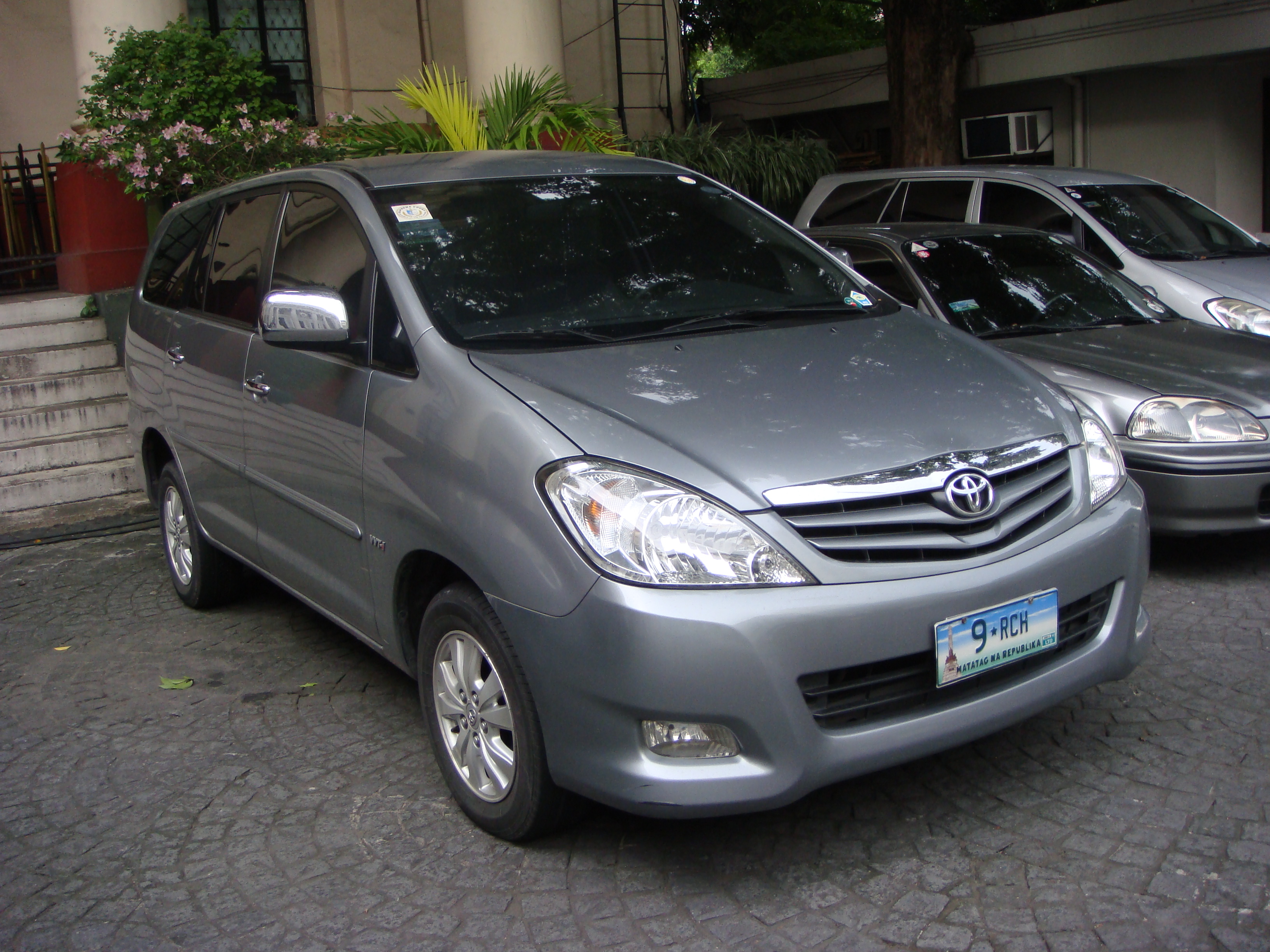
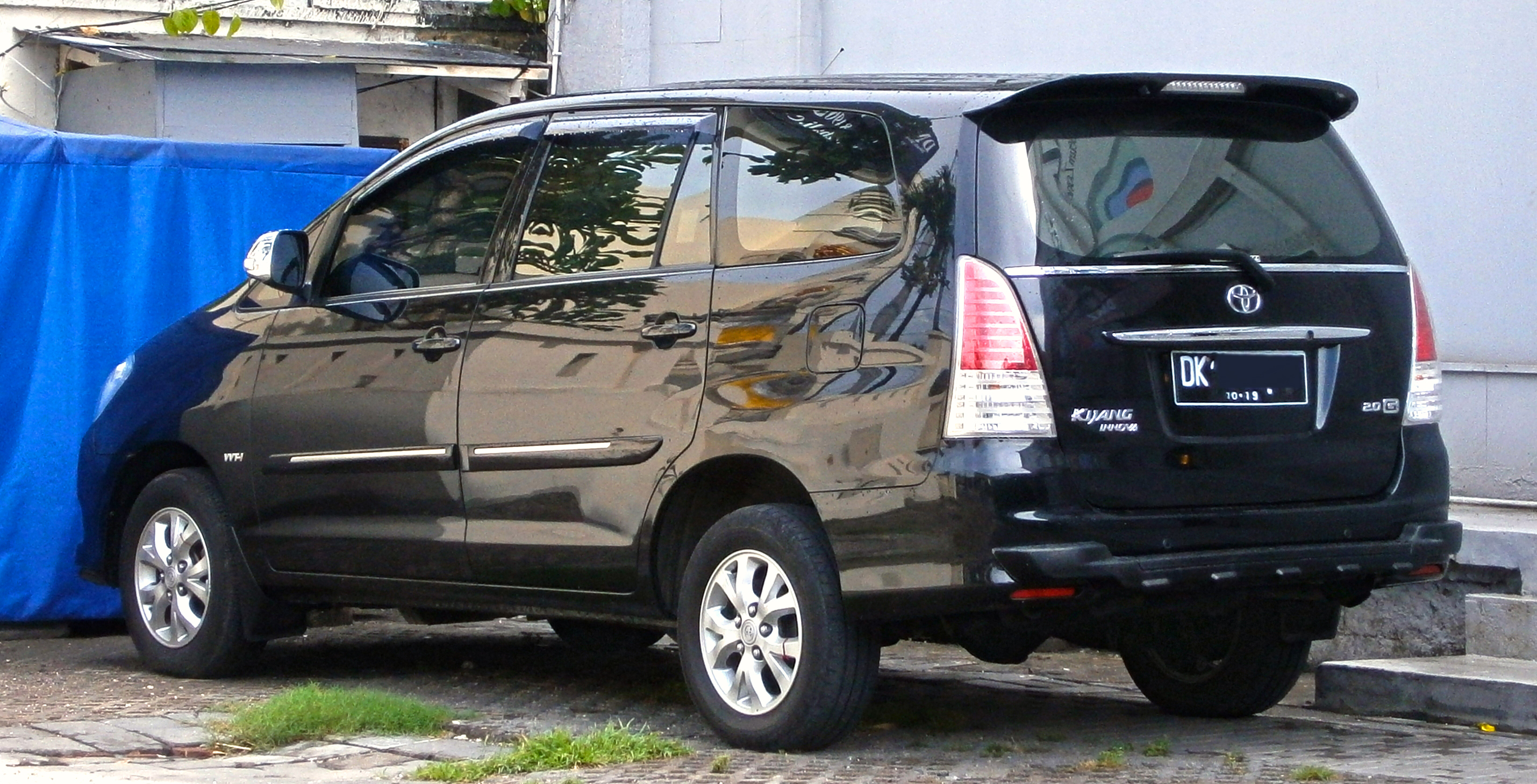